# Pidlepîci (Kalașnîkî), Poltava
Pidlepîci (în ucraineană Підлепичі) este un sat în comuna Kalașnîkî din raionul Poltava, regiunea Poltava, Ucraina.

## Demografie
Componența lingvistică a localității Pidlepîci
     Ucraineană (89,06%)
     Belarusă (6,25%)
     Rusă (4,69%)
Conform recensământului din 2001, majoritatea populației localității Pidlepîci era vorbitoare de ucraineană (89,06%), existând în minoritate și vorbitori de belarusă (6,25%) și rusă (4,69%).